# Vista Equity Partners
Vista Equity Partners ist eine US-amerikanische Private-Equity-Gesellschaft, die hauptsächlich in Technologie- und Internetunternehmen investiert. Sie hat ihren Hauptsitz in Austin in Texas und unterhält Büros in Chicago, San Francisco, New York City und Hongkong. Im Juni 2023 belegte Vista Equity Partners den 16. Platz in der PEI 300-Rangliste der weltweit größten Private-Equity-Firmen.

## Geschichte
Vista Equity Partners wurde im Jahr 2000 von dem amerikanischen Geschäftsmann und Investor Robert F. Smith gegründet, der als Vorsitzender und CEO fungiert. Vista eröffnete im Jahr 2000 sein erstes Büro in San Francisco. 2012 verlegte das Unternehmen seinen Sitz von San Francisco nach Austin. In der Anfangszeit investierte Vista Equity Partners hauptsächlich in Softwareunternehmen. Vista hat mehrere Fonds aufgelegt, darunter solche, die in Jungunternehmen in der Start-up-Phase investieren. 2019 wurde auch einen Fonds für Investments in mittelständische Unternehmen etabliert.
Im September 2019 sammelte Vista Equity Partners 16 Milliarden US-Dollar für seinen Flaggschiff-Fonds ein, der zu diesem Zeitpunkt der größte technologieorientierte Fonds war, der jemals von einem unabhängigen Private-Equity-Unternehmen aufgelegt wurde. 2023 überstieg das verwaltete Vermögen erstmals die Marke von 100 Milliarden US-Dollar.

## Investments
Vista Equity Partners hat in über 80 Unternehmen weltweit investiert, wobei der Schwerpunkt auf den Feldern IT und Software liegt. Eine vollständige Liste der Investments ist auf der Website von Vista zu finden.
Im Januar 2022 wurde bekannt gegeben, dass Citrix Systems in einem 16,5-Milliarden-Dollar-Deal von Tochtergesellschaften von Vista und Evergreen Coast Capital übernommen wurde. Im Rahmen der Übernahme wird Citrix mit TIBCO, einem Portfoliounternehmen von Vista, fusionieren.
In 2025 übernahm Vista die ERP-Software Acumatica. Acumatica ist die technologische Basis für die deutsche ERP-Lösung Haufe X360. Die Software ist cloudbasiert und speziell für kleine und mittlere Unternehmen (KMU) entwickelt.